# کیزه‌تاماک
کیزه‌تاماک (انگلیسی: Kizetamak) یک شهرک در شهرستان کیگینسکی استان باشقیرستان کشور روسیه است.